# Białoruski Komitet Narodowy w Wilnie
Białoruski Komitet Narodowy w Wilnie (białorus. Віленскі нацыянальны беларускі камітэт, Вільнацбелкам) – organ koordynacyjny białoruskich partii i organizacji narodowo-demokratycznych, który działał w Polsce w latach 1921–1938.
Białoruski Komitet Narodowy powstał w Wilnie w 1921 roku i do 1925 roku stanowił konkurencyjny organ w stosunku do Białoruskiego Komitetu Narodowego w Warszawie. W skład wileńskiego komitetu na przestrzeni okresu jego istnienia wchodziło od 19 do 40 przedstawicieli ugrupowań politycznych, towarzystw i organizacji białoruskich. W okresie 1918–1926 komitet stanowił opozycję wobec rządu polskiego i głosił hasła klasowe. Działalność komitetu skierowana była na objęcie roli koordynatora wszystkich białoruskich partii i organizacji o poglądach narodowo-demokratycznych. Nadrzędnym celem było stworzenie Białorusko-Litewskiej Republiki Demokratycznej. Realizację swoich postanowień komitet rozpoczął od żądania autonomii dla Białorusi zachodniej oraz prowadzenia propagandy kulturowo-edukacyjnej.
W 1926 roku wpływy w BKN zdobyła nowo powstała partia Białoruska Włościańsko-Robotnicza Hromada. Skład BKN liczył w tym czasie 31 przedstawicieli partii i organizacji białoruskich, m.in. Białoruskiego Związku Włościańskiego, Białoruskiej Chrześcijańskiej Demokracji, Towarzystwa Szkoły Białoruskiej, Białoruskiego Związku Studenckiego, Białoruskiego Towarzystwa Naukowego i Białoruskiego Towarzystwa Wydawniczego, prasy, spółek itd. Do zarządu należeli Mikałaj Marcinczyk, Iwan Sawicki, Jazep Sznarkiewicz. Po trzech przedstawicieli miały BWRH i BChD. W latach 1926–1927 na czele BKN stali aktywiści BWRH Bronisław Taraszkiewicz, Szymon Rak-Michajłowski i Piotr Miotła. W związku z tym działalność BKN przybrała lewicowy charakter. Spotkało się to z oporem BChD i BZW, które we wrześniu 1926 roku wystąpiły z komitetu. Po rozłamie w BWRH aktywność komitetu zmniejszyła się.
Na początku lat trzydziestych działalność organizacji o charakterze rewolucyjno-demokratycznym na Białorusi zachodniej została zabroniona, wskutek czego nastąpiła reorganizacja struktur BKN, gdzie pozycję lidera zdobyła BChD, zaś jego szeregi opuścili przedstawiciele TSB. Komitet dążył do konsolidacji partii i organizacji białoruskich ze stronnictwa narodowo-demokratycznego, tworząc opozycję w stosunku do Komunistycznej Partii Zachodniej Białorusi. W lutym 1931 roku BKN zaprotestował przeciwko prześladowaniom białoruskich naukowców i działaczy kultury w BSRR, oskarżanych przez władze radzieckie o poglądy narodowo-demokratyczne. W 1934 roku w 26-osobowy skład BNK wchodziło po trzech przedstawicieli białoruskich partii politycznych i po dwóch przedstawicieli od organizacji kulturalno-edukacyjnych, kooperacyjnych i studenckich. Zarząd składał się z prezesa Jana Poźniaka, zastępców Wiaczasłaua Bahdanowicza i Michaiła Mancewicza, sekretarza Uładzisłaua Kazłouskiego i skarbnika Adolfa Klimowicza. W czerwcu 1935 roku BKN przyjął nowy statut, w jednym z punktów którego wyszczególniono, że komitet reprezentuje interesy ludności białoruskiej z terenów Białorusi zachodniej i domaga się praw dla narodu białoruskiego. Swój negatywny stosunek do BSRR komitet wyraził poprzez wysłanie go Genewy w 1935 roku protestu przeciwko przyjęciu ZSRR do Ligi Narodów. W styczniu 1938 roku działalność BKN została zabroniona przez polskie władze.